# LOIC
LOIC (акроним от англ. Low Orbit Ion Cannon — рус. Низкоорбитальное ионное орудие) — программа с открытым исходным кодом, предназначенная для осуществления DDoS-атак, написанная на языке программирования C#. Первоначально разработана Praetox Technologies, но позже была распространена, как общественное достояние. Название — отсылка к играм серии Command & Conquer.

## Описание
Программа выполняет распределённую атаку вида «отказ в обслуживании» путём постоянных передач на нужный веб сайт или узел TCP-, UDP-пакетов или HTTP-запросов с целью появления сбоев в работе целевого узла.
Существует также редакция программы LOIC Hive Mind, способная автоматически получать задания на атаку через IRC, RSS или Twitter, что позволяет централизованно запускать DDoS-атаки с использованием вычислителей добровольцев.
Некоторые антивирусы ошибочно определяют LOIC как троянскую программу. 
Однако, 20 января 2012 года, в день, когда ФБР  проводило задержания сотрудников Megaupload, по Сети разошлась сборка, действительно содержащая троян (не зная о нём, многие распространяли ссылку через Твиттер). Узнав о случившемся, представители Anonymous разместили в твиттере сообщение следующего содержания: «Сторонников Anonymous заставили установить троянскую программу ZeuS обманным путём. Этого не должно происходить. Будьте осторожны при распространении сведений и прохождению по ссылкам».

## Версии LOIC

### LOIC
Собственно, версия программы, разработанная Praetox. Написанная на C# и для работы требует Windows и .NET не ниже 2.0 или Mono и Linux. С появлением IRC-LOIC используется редко.

### GAS
GAS (сокр. от Ground-based Antisatellite System) — Форк LOIC, изначально содержавший код из разных версий, но на данный момент отличие кода от других версий составляет более 50 %. Поддерживает около 9 видов атак. Работает эффективнее оригинальной версии, имеет консольную версию, что позволяет атаковать с сервера. Разрабатывался достаточно активно. Так же можно запустить программу на Linux, имея установленный Mono. Базируется на клиентском профиле .NET 4.0. На данный момент вид GAS не сильно отличается от LOIC, но со слов автора планируется новый интерфейс и поддержка «Hive Mind». Больше не развивается, последняя версия 0.4 опубликована в 2012 году. На данный момент не работает.

### IRC-LOIC
От обычного отличается так называемым «режимом Hive Mind»: возможностью синхронизации через IRC или Twitter для одновременного удара на один сайт из десятков тысяч компьютеров. Благодаря такому своеобразному добровольному ботнету хакерам удалось на несколько минут перегрузить сервер EveryDNS.com. IRC-канал или Twitter доступен всем и каждому, что дает возможность легко прекращать атаку при обнаружении. Требует Windows и .NET не ниже 3.5.

### HOIC
Аббревиатура для программы High Orbit Ion Cannon, появившейся в декабре 2010. HOIC позволяет атаковать одновременно до 256 сайтов. В отличие от предшественницы, которая забрасывает цель мусорными пакетами, HOIC использует HTTP флуд, в том числе и POST / GET запросы, заставляя сервер генерировать в ответ трафик, который намного превышает по объему полученный. Требует Windows, но не требует .NET, благодаря чему работает под Wine. Режима «Hive Mind» нет. Но, несмотря на мощь данной программы, по сравнению с LOIC, отличается серьезной утечкой памяти при атаке. Поэтому использовать её можно недолго (а точнее, пока файл подкачки не достигнет максимального размера).

### JavaLOIC
Клон, написанный на Java. Работает так же, .NET не требует. «Hive Mind» только через Twitter.

### LOIQ
Полноценная альтернатива на C++/Qt4. Есть синхронизация через IRC, а также локализация.

## Ссылка
- Проект LOIC на SourceForge
- Проект LOIC на GitHub